# Centrum LIM

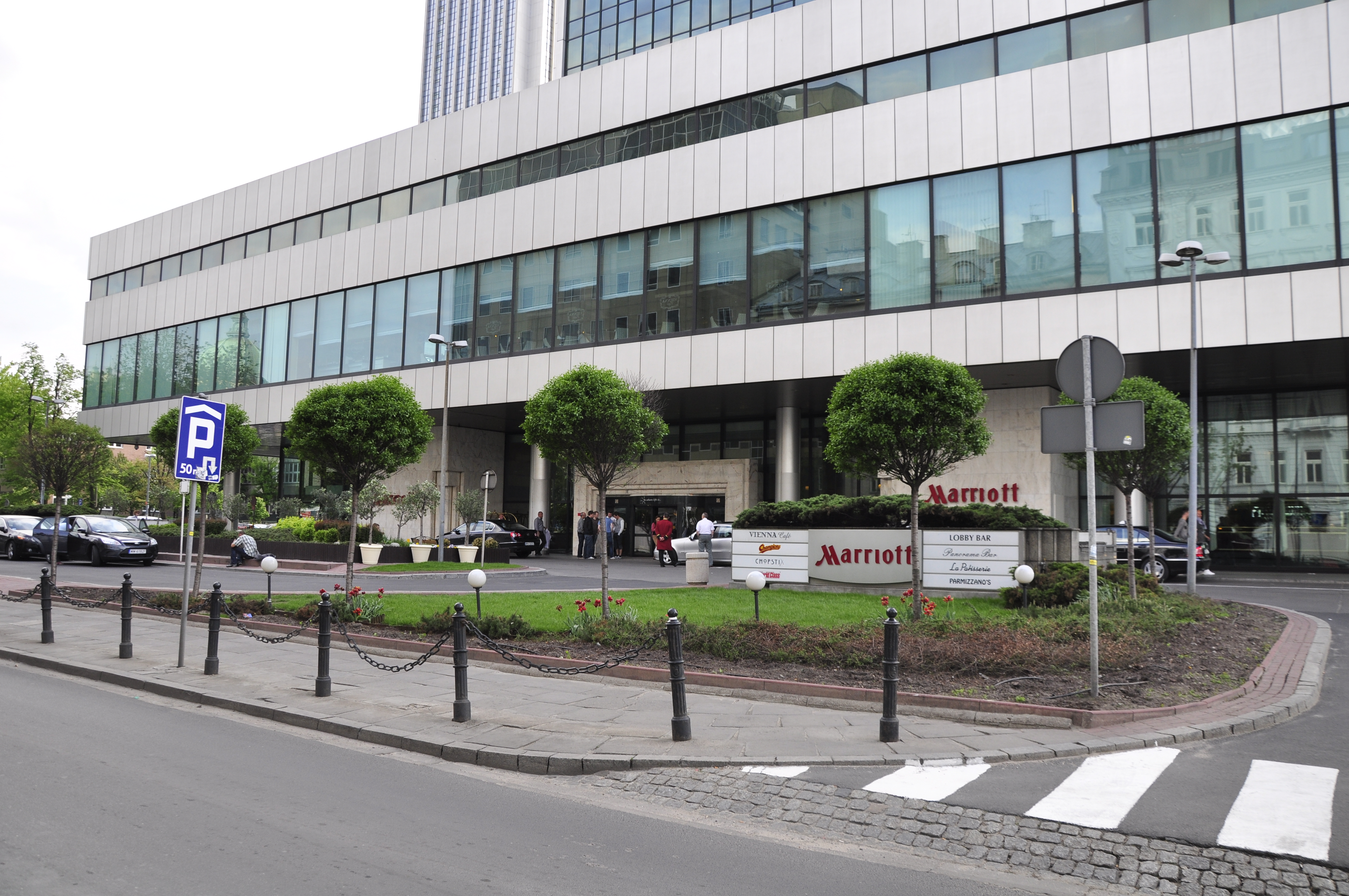
Wejście główne do hotelu Marriott (2011)

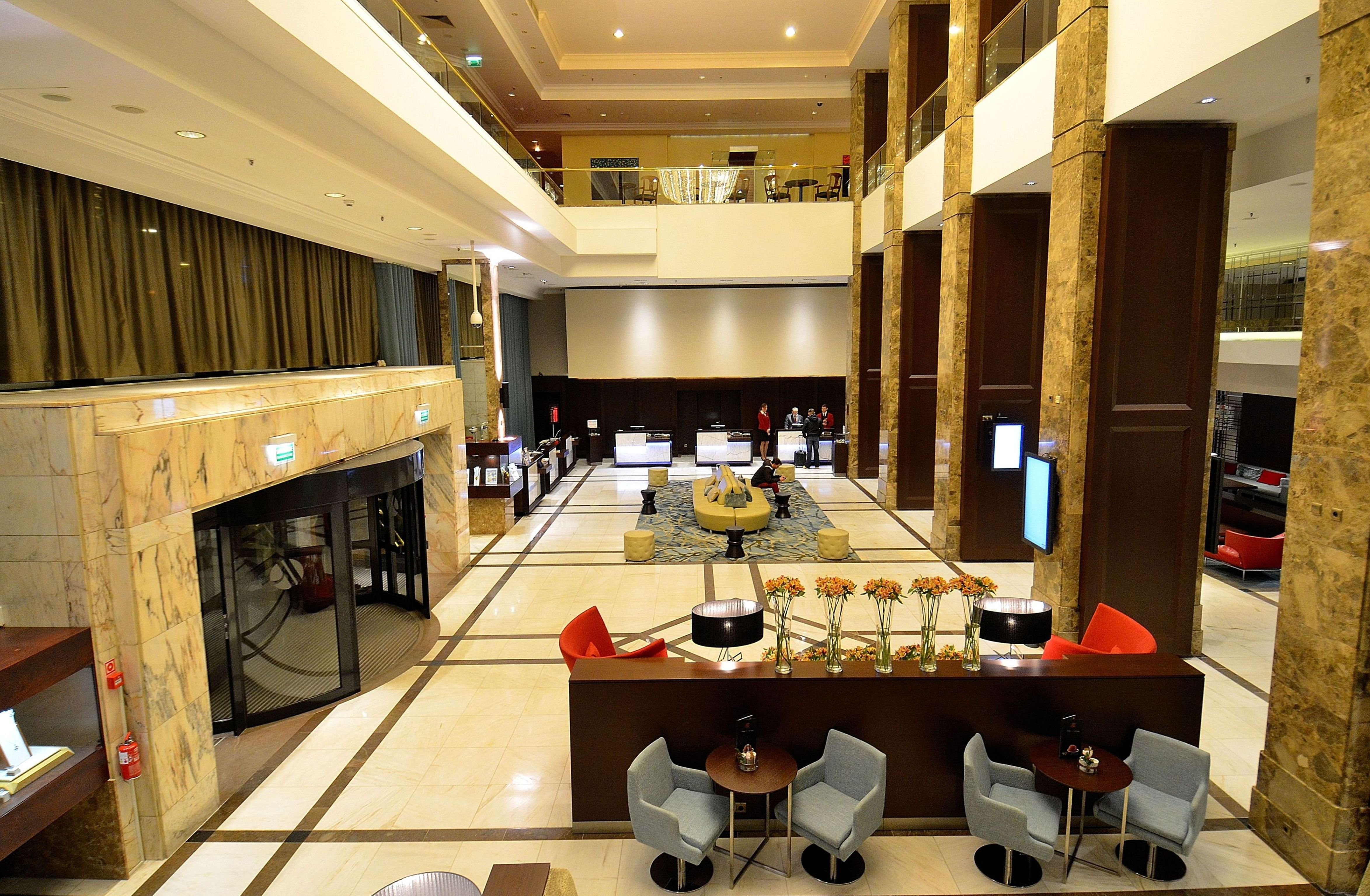
Lobby hotelu Marriott (2012)

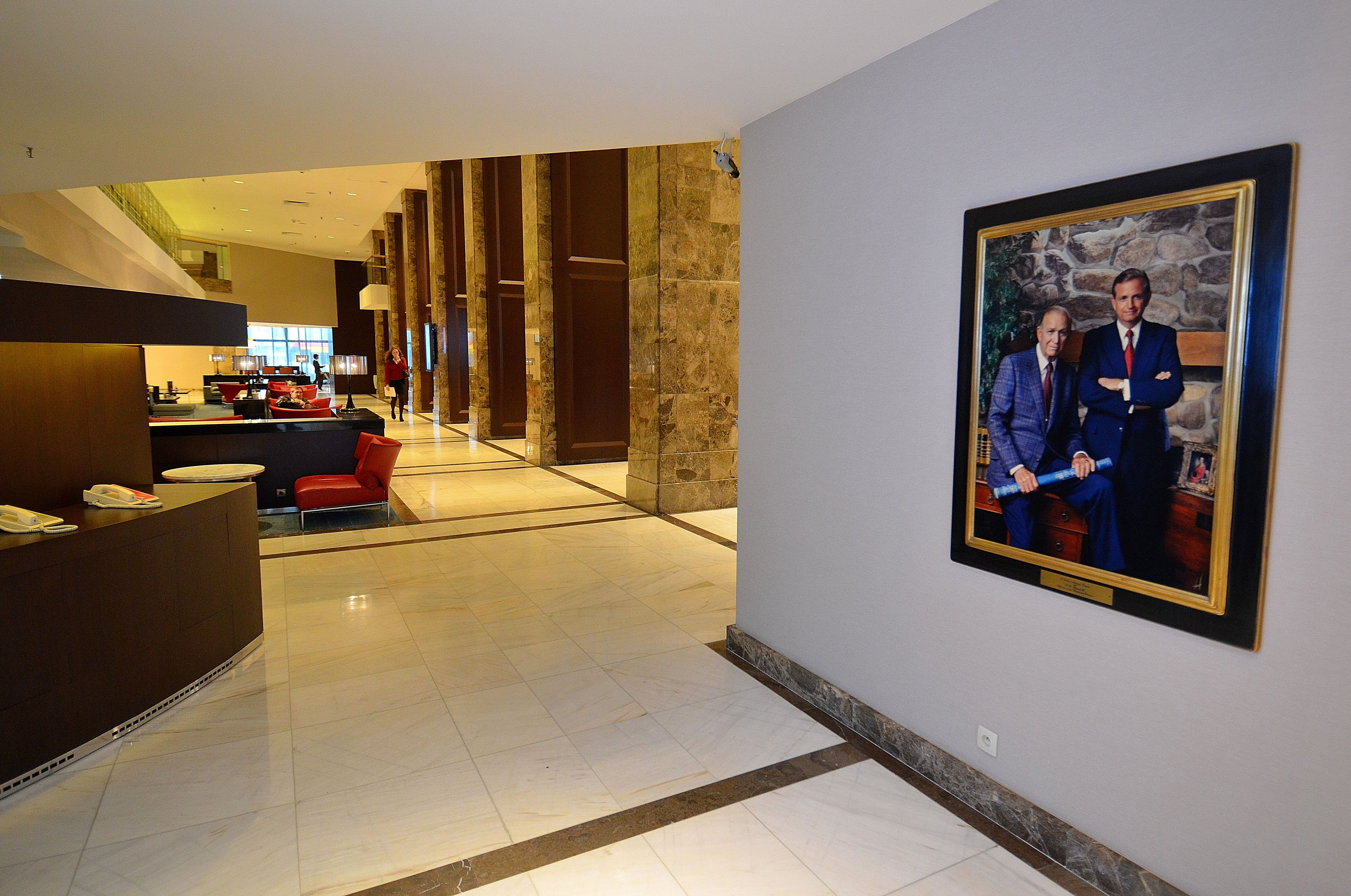
Portret założyciela i prezesa sieci Marriott International w holu hotelu

Centrum LIM – kompleks biurowo-hotelowy znajdujący się w śródmieściu Warszawy przy Alejach Jerozolimskich 65/79. W latach 1989–2024 siedziba hotelu Marriott, a od 2024 roku hotelu Warsaw Presidential Hotel.

## Historia
Planowany kompleks PLL LOT był częścią projektu Ściany Zachodniej i miał mieścić Miejski Dworzec Lotniczy (w części niższej) oraz hotel i biura LOT (w wieżowcu).
Budowa rozpoczęła się w 1977. Realizowało ją przedsiębiorstwo pod nazwą Zjednoczenie Budownictwa Miejskiego Bydgoszcz (później Budopol), podporządkowane od 1976 Zjednoczeniu Budowy Obiektów Użyteczności Publicznej w Warszawie, wraz z brytyjską spółką Cementation International. Budowa ciągnęła się z wielomiesięcznymi przerwami. W 1982 brytyjska spółka zerwała kontrakt i wycofała się z budowy, a jej miejsce zajęła spółka Mostostal. W 1987 PLL LOT, austriacka firma budowlana ILBAU GmbH oraz Marriott International utworzyły spółkę LIM Joint Venture, która dokończyła budowę. W 1998 ILBAU zbył udziały na rzecz SGS GmbH.
Budynek został zaprojektowany przez Tadeusza Stefańskiego, Jerzego Skrzypczaka i Andrzeja Bielobradka. Architektami byli Szmigielski Katten Associates we współpracy z Raglan Squire & Partners z Londynu. Bez trzydziestometrowej anteny wieżowiec do dachu liczy 140 metrów, 42 kondygnacje naziemne i 2 podziemne. Budynek utrzymany jest w formach stylu międzynarodowego. Wieżowiec ma ciemnozieloną barwę i białe krawędzie (podświetlane nocą jasnym, białym światłem) i dwa ciemne pasy, jeden na środku, a drugi na szczycie, osłaniające kondygnacje techniczne.
Obiekt został ukończony w 1989 i szybko zyskał prestiż oraz popularność za sprawą osiągnięcia jako jeden z pierwszych w Polsce standardu pięciogwiazdkowych pokoi hotelowych. W budynku rozpoczęło działalność kasyno i sklep Pewexu.
Współcześnie na dwóch dolnych piętrach znajduje się Galeria LIM. Mają tam siedzibę ok. 40 sklepów, kawiarnie i restauracje oraz kasy LOT-u. Na kolejnych, wyższych piętrach znajdują się biura, a od połowy budynku zaczynają się piętra hotelowe. W budynku znajdują się także serwerownie PLIX.
W latach 1994–1996 na drugim poziomie podziemi znajdował się Maloka BBS.
W 1999 na budynek bez zabezpieczenia i pozwolenia wspiął się francuski wspinacz Alain Robert. W tym samym roku tego samego wyczynu dokonał polski fotograf i wspinacz Dawid Kaszlikowski, natomiast 10 lat później, 22 kwietnia 2009, budynek został zdobyty przez Bartłomieja Opielę. W kwietniu 2002 pierwszy w Polsce skok BASE jump z dachu jego wykonał Felix Baumgartner. 2 czerwca 2019 na budynek wspiął się Marcin BNT Banot.
Obiekt jest administrowany przez spółkę LIM Joint Venture. Budynek jest połączony przejściem podziemnym z dworcem PKP Warszawa Centralna.

## Hotel Marriott (1989−2024)
Hotel Marriott, pierwszy obiekt tej sieci w Europie Środkowo-Wschodniej, mieścił się od 20. piętra wzwyż. Hotel posiadał 523 pokoje i 16 sal konferencyjnych. Na ostatnim piętrze hotelu mieści się apartament prezydencki. W każdym pokoju znajdowała się klimatyzacja i łącza satelitarne. Goście hotelu mieli do dyspozycji saunę, basen, sale konferencyjne, restauracje i 9 barów. Wejście główne do hotelu powstało od strony ul. Emilii Plater.
Na dwóch najwyższych kondygnacjach Centrum LIM urządzono bar koktajlowy Panorama Sky Bar z jednym z najwyższych publicznie dostępnych widoków na Warszawę.
Oficjalne otwarcie hotelu miało miejsce 2 października 1989. W okresie transformacji systemowej w Polsce hotel Marriott był uważany za ulubione miejsce pobytu zagranicznych doradców, ironicznie zwanych z tego powodu „brygadami Marriotta”. W hotelu w czasie pobytu w Warszawie mieszkało kilku amerykańskich prezydentów (Bill Clinton, George Bush, Barack Obama, Donald Trump i Joe Biden), którzy zawsze zatrzymują się w amerykańskich hotelach. Przez kilkanaście lat w Marriotcie mieszkał David Mitzner.
W 2010 zarządzająca hotelem spółka LIM Center i sieć Marriott International podpisały umowę o dalszej współpracy do 2044. W 2013 hotel przyjął 155 tys. gości.
W 2023 spółka LIM Center złożyła doniesienie do warszawskiej prokuratury dotyczące należącej do grupy Marriott spółki Luxury Hotels International Management Company (LHIMC) w związku z fakturami za usługi świadczone rzekomo przez Rexa Nijhofa, nieuprawnionym przelaniem w latach 2015–2021 z rachunku bankowego LIM Center (spółka udzieliła różnym osobom związanym z grupą Marriott pełnomocnictw do dysponowania swoim rachunkiem bankowym) przez Roberta Gradera na rachunek LHIMC ponad 20 mln zł oraz wypłaceniem temu ostatniemu nienależnych premii w kwocie 933 tys. zł i 328 tys. dolarów. Z uwagi na konieczność przesłuchania w charakterze świadków pracowników sieci Marriott, którzy przebywali za granicą, postępowanie wszczęte na wniosek polskiej spółki zostało zawieszone. 6 sierpnia 2024 sieć Marriott International poinformowała, że odebrała LIM Center prawo do posługiwania się marką Marriott, bez okresu przejściowego. Usunęła także warszawski hotel z systemu rezerwacyjnego sieci Marriott.
9 sierpnia 2024 spółka LIM Center poinformowała, że nowa nazwa hotelu to Warsaw Presidential Hotel. Nawiązuje do jego prestiżowych gości, w tym prezydentów Stanów Zjednoczonych.

## Emisja radiowa
30 września 2013 roku maszt na dachu budynku zaczęło wykorzystywać Radio Złote Przeboje, a w lipcu 2017 dołączyło do niego Polskie Radio. W maju 2025 roku przeniesiono emisje stacji Polskiego Radia na wieżowiec Varso Tower. Aktualne parametry emisji:

### Emisja analogowa
| LP | Program              | Właściciel                          | Częstotliwość | Moc nadajnika | Polaryzacja |
| -- | -------------------- | ----------------------------------- | ------------- | ------------- | ----------- |
| 1  | Radio Pogoda         | Grupa Radiowa Agory                 | 88,4 MHz      | 0,2 kW        | pionowa     |
| 2  | Radio Maryja         | Warszawska Prowincja Redemptorystów | 89,0 MHz      | 5 kW          | pionowa     |
| 3  | Radio Złote Przeboje | IM 40 Sp. z o.o.                    | 100,1 MHz     | 4 kW          | pionowa     |